# Маняра (езеро)
 Тази статия е за езерото Маняра.  За други значения вижте Маняра.  
Езерото Маняра (Manyara) е едно от групата африкански езера, разположени в силно сеизмичната депресия на Източноафриканската рифтова долина. То е плитко, солено, алкално, безотточно езеро в Северна Танзания, регион Аруша. Ориентирано е в посока север-юг, дължината му е 50 км, а ширината – 16 км. Намира се на главния туристически път от областния център Аруша към кратера на Нгоронгоро и Националния парк Серенгети. Нивото му на соленост варира в зависимост от количеството валежи и сезона. Водите на езерото съдържат висока концентрация на йони (алкалността им е по-висока от 60 meq/L), проводимостта е 6000 – 160 000 µS и съдържа сериозно количество твърди минерални отлагания. Открито е за европейците през март 1892 г. от австрийския топограф и етнограф Оскар Бауман (Oscar Baumann).
Според някои източници думата Manyara е с масайски произход – така са наричали вид растение, от което са изработвали оградите около селата. Според други твърдения името произхожда от „Ol Manyara“, което означава „поселище“.

## География
Стръмните склонове на близкото плато и рифтовата стена са прорязани от проломи, през които в езерото се вливат няколко реки. Някои от тях са пълноводни през цялата година, а други губят водите си през сухия сезон. Най-големият приток е река Симба (Simba) (симба на суахили означава лъв), отводняваща част от Нгоронгоро и вливаща се в северозападния край на езерото. От изток в езерото се влива река Макаюни (Makayuni). Северната част на езерото е изградена от шуплести вулканични скали, а южната – от древни варовици.
На юг, там където рифтовата стена достига съвсем близо до езерото, между скалите се провират малки алкални горещи извори, чиято температура достига до 72 °C.Изворите изливат водите си в голяма заблатена местност, която се оттича към езерото и в местата на вливане се получава краткотрайна кора от засъхнала сол. Алкалността им е висока (до Ph=9,5) и внасят във водите на езерото натриев карбонат и умерено количество силициев диоксид (концентрация до 98 mg/kg). Увеличават температурата на водата под повърхността до 107 °C. Предполага се, че тези извори са свързани с подпочвените води под близките вулкани, намиращи се на запад от езерото. Геотермалният им потенциал е малък.
Според неофициални сведения притокът на прясна вода към езерото намалява в резултат от повишеното напояване, по-високите нива на туризма и увеличаването на населението в района. Обезлесяването на крайречните територии води до повишаването на тините и утайките в него. През 1961 година езерото пресъхва напълно, а през следващата 1962 г. причинява наводнение в околните земи. Ново цялостно пресъхване на езерото се отбелязва през 2004 г.
Хемингуей, удивен от многообразието на Маняра, нарича езерото „най-красивото в Африка“.

## Климат
Характерни са два годишни сезона – дъждовен и сух. Средните годишни валежи са 650 мм и варират като количество по оста север-юг. Сезонът на дъждовете е разделен на две части – през ноември-декември и февруари-април. Количеството на валежите рефлектира върху нивото на езерните води, които през сухия сезон могат да изчезнат напълно. Когато езерото пресъхне, се покрива с кристали от соли, а отдалеч блести и изглежда като покрито със сняг. Средната годишна температура е 22 °C.

## Флора
Разнообразието от растителни видове варира в зависимост от топографията на района. Надолу по склоновете на рифтовата стена, в северната част, непресъхващите извори поддържат развитието на африканската джунгла (хилея). Тя постепенно отстъпва пред храстовидни растения и накрая преминава в савана, сред която е разположено и самото езеро. Многоетажната екваториална гора е богата на буйна растителност, представена от баобаб (Adansonia digitata), махагоново дърво, тамаринд (Tamarindus indica), широколистен кротон (Croton macrostachyus), фикуси от вида Ficus sycomorus, Trichelia roka, Tabernaemontana samarensis. Постепенно джунглата преминава в акациеви горички (Acacia xanthophloea), изпъстрени с финикови палми (Phoenix reclinata), образуващи подобие на плътна стена. Северозападният край на езерото е богат на блата, около които след многогодишно отсъствие отново расте теснолистният папур (Typha angustifolia). Централната част на парка е заета с различни видове акациеви дървета (Acacia tortilis, Acacia sieberiana), колбасово дърво (Kigelia africana), а тревистите растения тук са целогодишни. В северната част на парка растат дървета от вида Calotropis procera от сем. Асклепиеви, със сока от които масаите се обезкосмяват.

## Фауна
Езерото Маняра е едно от красивите езера на Танзания, превърнато в резерват и приютило многоброен и интересен растителен и животински свят. Районът заема едно от първите места по гъстота на диви бозайници в света. Средната гъстота на слоновете тук е 6 бр/км2, а на кафърския бивол – 18 бр/км2. Все още се срещат екземпляри от черния носорог (Diceros bicornis), чийто брой заради ловния туризъм е силно намалял. Това е мястото, където могат да се срещнат и уникалните катерещи се по дърветата лъвове, които през деня почиват в клоните на големите дървета. Езерото изобилства и с хипопотами (Hippopotamus amphibius), които излизат да пасат нощно време. Жирафите (Giraffa camelopardalis) са с доста тъмен цвят, така че, погледнати отдалеч, изглеждат почти черни. Местността е дом на стотици импали (Aepyceros melampus), зелени павиани (Papio anubis), южноафрикански антилопи бушбок (Tragelaphus scriptus), зебри (Equus burchelli), ивичесто гну (Connochaetes taurinus), леопарди (Panthera pardus), мангусти. През сухия сезон големи стада от гну и други тревопасни животни навлизат в парка за кратък период от време, идвайки от контролираните ловни територии на север от резервата.
Екваториалната гора е рай за множество птици — различни видове щъркели, марабу, орел, сокол, розов пеликан (Pelecanus onocrotalus), розово фламинго, голям корморан (Phalacrocorax carbo), палмов лешояд (Gypohierax angolensis), ястребов орел на Айре (Hieraaetus dubius), дрозд, рибарче и още много. Околността е обитавана от над 400 различни видове птици. През размножителния период тук се събират големи ята от водоплаващи птици. Една от най-характерните за района птици е малкото фламинго (Phoenicopterus minor), от което тук се срещат хиляди и даже милиони екземпляри. През 1991 година в зоната са наброени около 2 милиона екземпляра. През 1994 г. техният брой е спаднал на 78 320. Розовото фламинго (Phoenicopterus roseus) също е често срещано, но в по-малки количества. Местността около езерото е добре известно обиталище за разплод на хиляди африкански пеликани (Pelecanus rufescens) и жълтоклюни щъркели (Mycteria ibis), както и на по-малък брой марабу (Leptoptilos crumeniferus) и сиви чапли (Ardea cinerea). Калните брегове на езерото затрудняват изхранването на птиците, мигриращи от по-далечни райони като голямата пъструшка (Porzana porzana) и червеногушата бъбрица (Anthus cervinus). Доста по-рядко край северните блата се среща мадагаскарска жълта чапла (Ardeola idae). Белошипата ветрушка (Falco naumanni) зимува в тази област и може да бъде видяна по поляните на изток от езерото, като през 1961 е наблюдавано ято от 400 екземпляра. Макар и много рядко тук може да бъде срещнат и степен блатар (Circus macrourus). Наблюдавани са и единични екземпляри сокол от вида Falco fasciinucha.
Местността е богата на разнообразни видове влечуги, като най-често срещани са вараните (Varanus niloticus) и няколко вида кобри.

## Население
Човешката популация около езерото и в биосферния резерват наброява над 250 000 души (1999 г.), принадлежащи към етническите групи масаи, ираку и барабейг (барбейг). Основната социално-икономическа дейност в района е свързана със селското стопанство и главно със земеделието. Източните и южните брегове са заселени от племето масаи.

## Национален парк езеро Маняра
Територията около езерото е обявена за ловен резерват през 1957 г. През 1960 г. статутът му е променен на Национален парк, а през 1981 г. местността е обявена за биосферен резерват. Простира се по продължение на западния бряг на езерото Маняра с дължина около 50 км. Площта му е 325 кв. км, от които около 200 кв. км се падат на езерото в периода, когато нивото на водите му е най-високо.
Карта на Google map
- Сателитна карта на езерото Маняра